# Угаси ме
Угаси ме је трећи албум Индире Радић, издат 1994. године за продукцијску кућу Јужни ветар. Најпопуларније песме на њему су биле Моја ће те љубав стићи и Угаси ме, за које су снимљени видео-спотови. Од три албума, колико је Радићева издала за Јужни ветар, овај је био најуспешнији. 

## Песме
На албуму се налазе следеће песме: